# Palais Dietrichstein-Herberstein

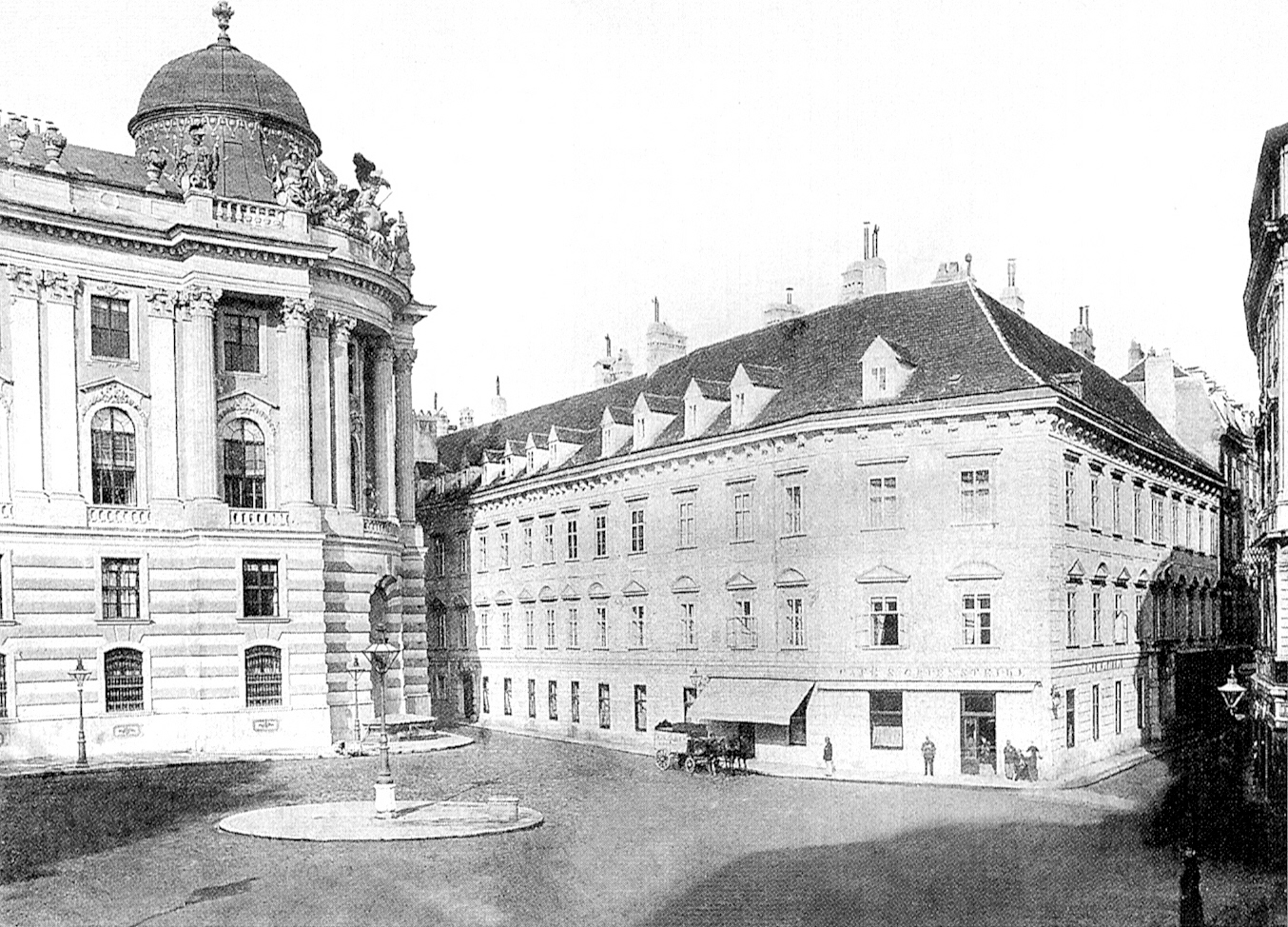
Das Palais Dietrichstein-Herberstein mit dem ersten Café Griensteidl am Michaelerplatz (vor 1897; gegenüber die Hofburg mit einem Seitenflügel des Michaelertrakts). Dieses abgebrochene Palais war wesentlich niedriger als das nachfolgend errichtete Palais Herberstein auf dem Grundstück.

Das Palais Dietrichstein-Herberstein war ein bis zum Jahr 1897 an der Ecke Schauflergasse Nr. 2 und Herrengasse Nr. 1, am Rande des Michaelerplatzes in Wien bestehendes Gebäude.
Seit dem Ende des 19. Jahrhunderts befindet sich in dessen Nachfolge das Palais Herberstein auf diesem Grundstück.

## Geschichte
Das gegen Ende des 17. Jahrhunderts errichtete Palais war dreigeschoßig und umfasste dreizehn Fensterachsen. 1764 wurde in diesem Palais Joseph Carl von Dietrichstein geboren, der es zum Landmarschall von Niederösterreich und 1816 zum ersten Gouverneur der k.k. privilegirten Nationalbank brachte. Er ließ das frühbarocke Palais durch Angliederung des Nachbarhauses in der Schauflergasse und Vereinheitlichung der Fassaden 1818 erweitern. Letzter Besitzer aus dem Geschlecht der Dietrichstein war Graf Moritz Dietrichstein, der Erzieher des Herzogs von Reichstadt und Leiter der musikalischen Aufführungen bei Hof. Noch vor Dietrichsteins Tod ging das Haus 1861 in den Besitz der Gräfin Theresia Herberstein über. Im letzten Jahrzehnt des 19. Jahrhunderts war es vor allem bekannt durch das in seinem Erdgeschoß domizilierte Café Griensteidl. 
Im Zusammenhang mit der gründerzeitlichen Umgestaltung Wiens und speziell der Fertigstellung des Michaelertrakts der Hofburg und Neugestaltung des Michaelerplatzes im Sinne der früheren Pläne Joseph Emanuel Fischer von Erlachs kam es zum Abriss des relativ niedrigen und weit in die vorgesehene Baulinie ragenden alten Hauses und zu seiner Ersetzung durch einen mächtigen Spekulationsbau. Der von zahlreichen Anekdoten umrankte Literaten-Treffpunkt wurde in der Nacht vom 20. zum 21. Jänner 1897 geschlossen, einen Reflex dieses Ereignisses stellt unter anderem der satirische Aufsatz Die demolierte Literatur von Karl Kraus dar. 
1897 wurde nach Plänen des Architekten Karl König das bis 1951 im Besitz der Familie Herberstein stehende Zinspalais Herberstein errichtet.